# 地質博物館 (倫敦)
51°29′47″N 0°10′36″W / 51.49639°N 0.17667°W

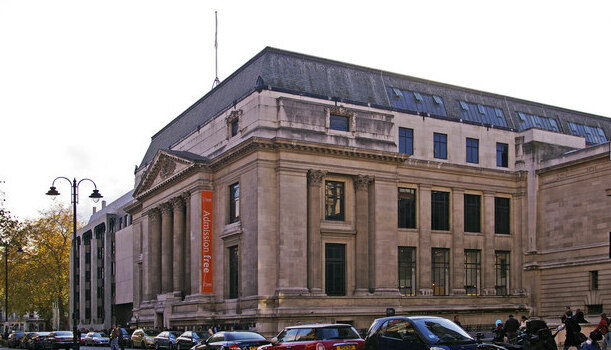
地質博物館的現址是自1935年遷來的。

地質博物館（Geological Museum）是世界最古老的科學博物館之一，現在是倫敦自然史博物館的一部分，開業於1835年。博物館在1935年搬至位於南肯辛頓的現址，建築的設計者是理查·阿里森（Richard Allison）和約翰·哈頓·馬卡姆（John Hatton Markham）。